# Hylopsar cupreocauda
Hylopsar cupreocauda е вид птица от семейство Скорецови (Sturnidae). Видът е почти застрашен от изчезване.

## Разпространение
Видът е разпространен в Гана, Гвинея, Кот д'Ивоар, Либерия и Сиера Леоне.